# Stazione meteorologica di Ancona Falconara
La stazione meteorologica di Ancona Falconara è la stazione meteorologica di riferimento per il Servizio Meteorologico dell'Aeronautica Militare e per l'Organizzazione Mondiale della Meteorologia, relativa alla città di Ancona e alla sua area sublitoranea.

## Storia
La stazione meteorologica venne attivata dall'Aeronautica Militare il 1º marzo 1938 come stazione sussidiaria di terza classe per l'assistenza alla navigazione aerea, rimanendo attiva fino all'8 settembre 1943, data in cui vennero cessate le osservazioni meteorologiche a causa degli eventi della seconda guerra mondiale.
Nel dopoguerra, la stazione venne temporaneamente riattivata tra il 14 aprile e il 27 luglio 1945 e tra il 2 agosto e il 18 ottobre 1947.
Dopo più di un decennio di inattività, la stazione meteorologica venne definitivamente riattivata il 18 dicembre 1958; come ubicazione venne scelto il campo collocato a sinistra dell'estremità nord-orientale della pista aeroportuale. Nel 1974 la stazione venne trasferita presso la palazzina piloti e dal 1º luglio 1978 venne elevata a stazione meteorologica di prima classe.
La gestione della stazione è passata dall'Aeronautica Militare all'ENAV a partire dal 1º luglio 1987; nel 1996 è stata scelta una diversa ubicazione presso la torre di controllo dell'aeroporto.

## Caratteristiche
La stazione meteorologica, gestita dall'ENAV, si trova nell'Italia centrale, nelle Marche, in provincia di Ancona, nel comune di Falconara Marittima, presso l'area aeroportuale, a 10 m s.l.m.

## Medie climatiche ufficiali

### Dati climatologici 1971-2000
In base alle medie climatiche del trentennio 1971-2000, le più recenti in uso, la temperatura media del mese più freddo, gennaio, è di +5,3 °C, mentre quella del mese più caldo, agosto, è di +22,7 °C; mediamente si contano 35 giorni di gelo all'anno e 20 giorni annui con temperatura massima uguale o superiore ai 30 °C. Nel trentennio esaminato, i valori estremi di temperatura sono i +40,5 °C del luglio 1983 e i -13,2 °C del gennaio 1985 (valore però superiore ai -15,4 °C del gennaio 1967).
Le precipitazioni medie annue si attestano a 739 mm, mediamente distribuite in 83 giorni, con minimo relativo in inverno, picco massimo in autunno e massimo secondario in estate per gli accumuli totali stagionali.
L'umidità relativa media annua fa registrare il valore di 75,7% con minimo di 71% a luglio e massimo di 82% a novembre; mediamente si contano 36 giorni all'anno con episodi nebbiosi.
Di seguito è riportata la tabella con le medie climatiche e i valori massimi e minimi assoluti registrati nel trantennio 1971-2000 e pubblicati nell'Atlante Climatico d'Italia del Servizio Meteorologico dell'Aeronautica Militare relativo al medesimo trentennio.
| Ancona Falconara (1971-2000)    | Mesi         | Mesi         | Mesi         | Mesi        | Mesi        | Mesi        | Mesi        | Mesi        | Mesi        | Mesi        | Mesi        | Mesi        | Stagioni | Stagioni | Stagioni | Stagioni | Anno  |
| Ancona Falconara (1971-2000)    | Gen          | Feb          | Mar          | Apr         | Mag         | Giu         | Lug         | Ago         | Set         | Ott         | Nov         | Dic         | Inv      | Pri      | Est      | Aut      | Anno  |
| ------------------------------- | ------------ | ------------ | ------------ | ----------- | ----------- | ----------- | ----------- | ----------- | ----------- | ----------- | ----------- | ----------- | -------- | -------- | -------- | -------- | ----- |
| T. max. media (°C)              | 9,2          | 10,2         | 13,6         | 16,9        | 21,7        | 25,6        | 28,2        | 28,1        | 24,5        | 19,4        | 13,9        | 10,4        | 9,9      | 17,4     | 27,3     | 19,3     | 18,5  |
| T. min. media (°C)              | 1,4          | 1,6          | 3,6          | 6,4         | 10,9        | 14,5        | 16,9        | 17,2        | 14,0        | 10,0        | 5,7         | 2,6         | 1,9      | 7,0      | 16,2     | 9,9      | 8,7   |
| T. max. assoluta (°C)           | 22,3 (1979)  | 20,6 (1990)  | 24,6 (1990)  | 26,8 (1992) | 31,1 (1983) | 35,1 (1982) | 40,5 (1983) | 37,6 (1994) | 34,5 (1987) | 28,4 (1997) | 25,2 (1998) | 23,0 (1989) | 23,0     | 31,1     | 40,5     | 34,5     | 40,5  |
| T. min. assoluta (°C)           | −13,2 (1985) | −12,7 (1991) | −12,2 (1971) | −1,0 (1973) | 2,8 (1982)  | 6,7 (1986)  | 8,6 (1971)  | 9,7 (1976)  | 4,7 (1971)  | 0,1 (1971)  | −5,3 (1973) | −9,8 (1996) | −13,2    | −12,2    | 6,7      | −5,3     | −13,2 |
| Giorni di calura (Tmax ≥ 30 °C) | 0            | 0            | 0            | 0           | 0           | 3           | 8           | 8           | 1           | 0           | 0           | 0           | 0        | 0        | 19       | 1        | 20    |
| Giorni di gelo (Tmin ≤ 0 °C)    | 11           | 10           | 5            | 0           | 0           | 0           | 0           | 0           | 0           | 0           | 2           | 7           | 28       | 5        | 0        | 2        | 35    |
| Precipitazioni (mm)             | 43,8         | 49,3         | 56,8         | 58,8        | 54,0        | 60,4        | 47,1        | 76,4        | 72,6        | 75,9        | 86,0        | 58,1        | 151,2    | 169,6    | 183,9    | 234,5    | 739,2 |
| Giorni di pioggia               | 7            | 7            | 8            | 8           | 7           | 6           | 4           | 5           | 7           | 8           | 9           | 7           | 21       | 23       | 15       | 24       | 83    |
| Giorni di nebbia                | 8            | 7            | 4            | 1           | 1           | 0           | 0           | 0           | 0           | 3           | 6           | 6           | 21       | 6        | 0        | 9        | 36    |
| Umidità relativa media (%)      | 80           | 77           | 74           | 74          | 74          | 72          | 71          | 72          | 74          | 78          | 82          | 80          | 79       | 74       | 71,7     | 78       | 75,7  |

### Dati climatologici 1961-1990
In base alla media trentennale di riferimento 1961-1990, ancora in uso per l'Organizzazione meteorologica mondiale e definita Climate Normal (CLINO), la temperatura media del mese più freddo, gennaio, si attesta a +4,7 °C; quella del mese più caldo, luglio, è di +22,2 °C. Nel medesimo trentennio, la temperatura minima assoluta ha toccato i -15,4 °C nel gennaio 1967 (media delle minime assolute annue di -7,5 °C), mentre la massima assoluta ha fatto registrare i +40,5 °C nel luglio 1983 (media delle massime assolute annue di +35,3 °C).
La nuvolosità media annua si attesta a 4,1 okta giornalieri, con minimo in luglio di 2,2 okta giornalieri e massimo di 5,4 okta giornalieri a gennaio.
Le precipitazioni medie annue si attestano a 777 mm, distribuite mediamente in 90 giorni, e presentano minimi relativi in inverno, primavera e ad inizio estate, mentre il picco massimo, poco accentuati, si concentra tra la tarda estate e l'autunno.
L'umidità relativa media annua fa registrare il valore di 76,5% con minimi di 70% a luglio e ad agosto e massimi di 82% a dicembre e a gennaio.
L'eliofania assoluta media annua si attesta a 6,1 ore giornaliere, con massimo a luglio di 10,1 ore giornaliere e minimo di 2,4 ore giornaliere a dicembre.
La pressione atmosferica media annua normalizzata al livello del mare è di 1015,7 hPa, con massimi di 1018 hPa ad ottobre e a novembre e minimo di 1013 hPa ad aprile.
Il vento presenta una velocità media annua di 3,5 m/s, con minimo di 3,3 m/s a settembre e massimi di 3,9 m/s a marzo e ad aprile; le direzioni prevalenti sono di maestrale tra novembre e febbraio, di tramontana a marzo e ad ottobre, di grecale tra aprile e settembre
| Ancona Falconara (1961-1990)                         | Mesi         | Mesi         | Mesi         | Mesi        | Mesi        | Mesi        | Mesi        | Mesi        | Mesi        | Mesi        | Mesi        | Mesi        | Stagioni | Stagioni | Stagioni | Stagioni | Anno    |
| Ancona Falconara (1961-1990)                         | Gen          | Feb          | Mar          | Apr         | Mag         | Giu         | Lug         | Ago         | Set         | Ott         | Nov         | Dic         | Inv      | Pri      | Est      | Aut      | Anno    |
| ---------------------------------------------------- | ------------ | ------------ | ------------ | ----------- | ----------- | ----------- | ----------- | ----------- | ----------- | ----------- | ----------- | ----------- | -------- | -------- | -------- | -------- | ------- |
| T. max. media (°C)                                   | 8,5          | 10,1         | 13,4         | 16,9        | 21,6        | 25,1        | 28,0        | 27,6        | 24,4        | 19,5        | 14,0        | 10,1        | 9,6      | 17,3     | 26,9     | 19,3     | 18,3    |
| T. min. media (°C)                                   | 0,8          | 1,9          | 3,7          | 6,5         | 10,5        | 14,2        | 16,4        | 16,6        | 13,9        | 9,8         | 5,6         | 2,3         | 1,7      | 6,9      | 15,7     | 9,8      | 8,5     |
| T. max. assoluta (°C)                                | 22,3 (1979)  | 20,6 (1990)  | 24,6 (1990)  | 27,4 (1962) | 31,1 (1983) | 36,4 (1961) | 40,5 (1983) | 37,6 (1962) | 36,0 (1962) | 28,0 (1961) | 26,9 (1963) | 23,0 (1989) | 23,0     | 31,1     | 40,5     | 36,0     | 40,5    |
| T. min. assoluta (°C)                                | −15,4 (1967) | −13,2 (1963) | −12,2 (1971) | −2,1 (1970) | 0,0 (1970)  | 6,0 (1962)  | 8,6 (1971)  | 9,1 (1969)  | 4,7 (1971)  | 0,1 (1971)  | −5,3 (1973) | −8,0 (1962) | −15,4    | −12,2    | 6,0      | −5,3     | −15,4   |
| Nuvolosità (okta al giorno)                          | 5,4          | 5,3          | 4,6          | 4,5         | 4,1         | 3,5         | 2,2         | 2,6         | 3,0         | 3,8         | 5,0         | 5,3         | 5,3      | 4,4      | 2,8      | 3,9      | 4,1     |
| Precipitazioni (mm)                                  | 51,3         | 53,3         | 68,4         | 54,4        | 60,0        | 55,4        | 52,1        | 83,6        | 73,4        | 72,0        | 79,5        | 73,6        | 178,2    | 182,8    | 191,1    | 224,9    | 777,0   |
| Giorni di pioggia                                    | 8            | 8            | 9            | 8           | 7           | 6           | 5           | 7           | 7           | 7           | 9           | 9           | 25       | 24       | 18       | 23       | 90      |
| Umidità relativa media (%)                           | 82           | 81           | 76           | 75          | 74          | 71          | 70          | 70          | 75          | 79          | 83          | 82          | 81,7     | 75       | 70,3     | 79       | 76,5    |
| Eliofania assoluta (ore al giorno)                   | 2,9          | 3,4          | 5,1          | 5,9         | 8,2         | 9,1         | 10,1        | 10,0        | 7,9         | 5,0         | 2,8         | 2,4         | 2,9      | 6,4      | 9,7      | 5,2      | 6,1     |
| Radiazione solare globale media (centesimi di MJ/m²) | 447          | 774          | 1 236        | 1 794       | 2 290       | 2 469       | 2 592       | 2 217       | 1 661       | 1 060       | 564         | 402         | 1 623    | 5 320    | 7 278    | 3 285    | 17 506  |
| Pressione a 0 metri s.l.m. (hPa)                     | 1 016        | 1 016        | 1 014        | 1 013       | 1 014       | 1 015       | 1 015       | 1 015       | 1 017       | 1 018       | 1 018       | 1 017       | 1 016,3  | 1 013,7  | 1 015    | 1 017,7  | 1 015,7 |
| Vento (direzione-m/s)                                | NW 3,5       | NW 3,7       | N 3,9        | NE 3,9      | NE 3,4      | NE 3,5      | NE 3,4      | NE 3,4      | NE 3,3      | N 3,4       | NW 3,4      | NW 3,7      | 3,6      | 3,7      | 3,4      | 3,4      | 3,5     |

## Valori estremi

### Temperature estreme mensili dal 1961 ad oggi
Nella tabella sottostante sono riportati i valori delle temperature estreme mensili registrate presso la stazione meteorologica dal 1961 ad oggi. Nel periodo esaminato, la temperatura minima assoluta ha toccato i -15,4 °C nel gennaio 1967 mentre la massima assoluta ha raggiunto i +40,5 °C nel luglio 1983.
| Ancona Falconara (1961-2024) | Mesi         | Mesi         | Mesi         | Mesi        | Mesi        | Mesi        | Mesi        | Mesi        | Mesi        | Mesi        | Mesi        | Mesi        | Stagioni | Stagioni | Stagioni | Stagioni | Anno  |
| Ancona Falconara (1961-2024) | Gen          | Feb          | Mar          | Apr         | Mag         | Giu         | Lug         | Ago         | Set         | Ott         | Nov         | Dic         | Inv      | Pri      | Est      | Aut      | Anno  |
| ---------------------------- | ------------ | ------------ | ------------ | ----------- | ----------- | ----------- | ----------- | ----------- | ----------- | ----------- | ----------- | ----------- | -------- | -------- | -------- | -------- | ----- |
| T. max. assoluta (°C)        | 22,8 (2007)  | 21,4 (2014)  | 26,8 (2001)  | 27,8 (2024) | 33,3 (2009) | 37,9 (2005) | 40,5 (1983) | 40,0 (2017) | 38,7 (2015) | 31,0 (2023) | 26,9 (1963) | 25,1 (2023) | 25,1     | 33,3     | 40,5     | 38,7     | 40,5  |
| T. min. assoluta (°C)        | −15,4 (1967) | −13,2 (1963) | −12,2 (1971) | −2,1 (1970) | 0,0 (1970)  | 6,0 (1962)  | 8,6 (1971)  | 9,1 (1969)  | 4,7 (1971)  | 0,1 (1971)  | −5,3 (1973) | −9,8 (1996) | −15,4    | −12,2    | 6,0      | −5,3     | −15,4 |